# TJ Sokol Pohořelice
TJ Sokol Pohořelice (celým názvem Tělovýchovná Jednota Sokol Pohořelice) je fotbalový klub sídlící ve městě Pohořelice v okrese Brno-venkov. Klub byl založen roku 1922.
V sezónách 2019/2020, 2020/2021 a 2021/2022 vyhrály Pohořelice I. B třídu Jihomoravského kraje a na základě výsledku ze sezóny 2021/2022 postoupily do I. A třídy Jihomoravského kraje. Tu hned ve své první sezóně 2022/2023 vyhrály a postoupily tak pro sezónu 2023/2024 do Přeboru Jihomoravského kraje (5. nejvyšší fotbalová soutěž).